# Wolf Durian
Pour les articles homonymes, voir Durian (homonymie).
Wolf Durian (né Wolfgang Walter Bechtle le 19 octobre 1892 à Stuttgart et mort le 8 novembre 1969 à Berlin) est un journaliste, traducteur et auteur de jeunesse allemand.

## Biographie
Après avoir obtenu son diplôme d'études secondaires, Wolf Durian voyage en Amérique et travaille comme plongeur, bûcheron, jardinier, cow-boy et facteur. Il étudie ensuite la langue et la littérature allemandes ainsi que la zoologie. Au début des années 1920, il est rédacteur en chef du magazine scientifique populaire Kosmos à Stuttgart, puis, à partir de 1924, rédacteur en chef à Berlin du magazine pour enfants Der heitere Fridolin, une publication bimensuelle pour Sport, Spiel, Spaß und Abenteuer aux éditions Ullstein de 1921 à 1928.
Après 1945, Durian vit dans la zone d'occupation soviétique à Berlin-Weißensee et travailla pour le Daily News et le Berliner Zeitung, où il écrit dans le feuilleton sous le nom de Fridolin.
Il écrit de nombreux livres pour enfants et adolescents, traduits en plusieurs langues et qui traitent de son amour pour la nature, les animaux et les pays étrangers. Son plus grand succès est probablement le livre Kai aus der Kiste, publié en 1926 pour les jeunes, qui est publié dans de nombreuses éditions à ce jour. Auparavant, il avait été publié en 1924 sous la forme d'un roman en série pour la revue Der sitere Fridolin. En 1927, le jury d'examen de la Jugendschriftenwarte rejette le livre en raison de sa représentation de l'américanisme. Sous le régime nazi, il est interdit pour la même raison (pro-américain). Il est filmé sous le même titre et joue également dans une pièce radiophonique.

### Famille
Son fils de son premier mariage est l'écrivain et photographe de nature Wolfgang Bechtle.
Sa fille Sibylle Durian est une jeune écrivaine et scénariste. Sa petite-fille Dana Bechtle-Bechtinger travaille également comme scénariste (Schloss Einstein).

## Œuvres
(avril 2019).
- Kai aus der Kiste. Schneider, Berlin/Leipzig/Wien 1927
- Stabusch. Schneider, Leipzig und Wien 1928
- Mein Ferienbuch. Schneider, Leipzig 1929
- Die Hand durchs Fenster. Waldheim-Eberle, Wien und Berlin 1930
- Auf, nach der Kokosinsel!. Union, Stuttgart 1934 (als Fortsetzungsroman erschienen 1930)
- „Achtung! Großaufnahme!“ Ursula dreht einen Film. Ein lustiges Buch für Mädel. Anton, Leipzig 1935
- Die lieben Tiere. Scherl, Berlin 1937
- Infanterieregiment Grossdeutschland greift an. Die Geschichte eines Sieges. Scherl, Berlin 1942
- Der kleine Gustav. Schmidt, Berlin 1948 (mit Zeichnungen von Albert Schäfer-Ast)
- Der See im Glas. Ein Aquariumbuch für Jung und Alt. Schmidt, Berlin 1951
- Eliza und die Seeräuber. Schmidt, Berlin 1953
- Robber. Kinderbuchverlag, Berlin 1955 (illustriert von Hans Betcke)
- Lumberjack. Abenteuer in den Wäldern Nordamerikas. Kinderbuchverlag, Berlin 1956 (illustriert von Ruprecht Haller). Ab 1962 neubearbeitet unter dem Titel Ich war im wilden Westen (illustriert von Gerhard Goßmann)
- Der Salamanderklub. Kinderbuchverlag, Berlin 1957 (illustriert von Ruprecht Haller). 2. veränderte Auflage 1967 (illustriert von Gerhard Lahr)
- Die Glühköpfe. Kinderbuchverlag, Berlin 1961 (illustriert von Ruprecht Haller)
- Erzähl von deinen Tieren. Kinderbuchverlag, Berlin 1963 (illustriert von Hans Baltzer)
- 100 Tiere von A bis Z. Kinderbuchverlag, Berlin 1966 (illustriert von Reiner Zieger)
- Fangt den Seeräuber Bonito. Kinderbuchverlag, Berlin 1967 (illustriert von Gerhard Goßmann)
- Mister Kong. Kinderbuchverlag, Berlin 1968 (illustriert von Gerhard Rappus)
- Kleine Tiere in der großen Stadt. Kinderbuchverlag, Berlin 1970 (illustriert von Erhard Schreier)
- Der Mann im Biberbau. Die Abenteuer des Jägers John Colter. Kinderbuchverlag, Berlin 1973 (aus dem Nachlass bearbeitet von Sibylle Durian)

Recueils
- Der Löwe in der Waisenstrasse und andere Erzählungen. Kinderbuchverlag, Berlin 1977
- Wolf Durians Tierleben. Kinderbuchverlag, Berlin 1992,  (ISBN 3-358-02063-0)

En tant que traducteur
- Ernest Thompson Seton: Rolf, der Trapper. Kosmos, Stuttgart 1920 (später unter den Titeln Rolf und sein roter Freund und Mit den letzten Trappern in Prairie und Urwald)
- Ernest Thompson Seton: Wilde Tiere zu Hause. Kosmos, Stuttgart 1920
- Edgar Allan Poe: Gesammelte Werke. Herausgegeben von Franz Blei. Rösl & Cie, München 1922 (mit anderen Übersetzern)